# Britton (Dakota del Sud)
Britton és una població dels Estats Units a l'estat de Dakota del Sud. Segons el cens del 2000 tenia 1.328 habitants.

## Demografia
Segons el cens del 2000, Britton tenia 1.328 habitants, 580 habitatges, i 346 famílies. La densitat de població era de 732,5 habitants per km².
Dels 580 habitatges en un 27,4% hi vivien nens de menys de 18 anys, en un 49,5% hi vivien parelles casades, en un 6,9% dones solteres, i en un 40,2% no eren unitats familiars. En el 37,4% dels habitatges hi vivien persones soles el 22,9% de les quals corresponia a persones de 65 anys o més que vivien soles. El nombre mitjà de persones vivint en cada habitatge era de 2,18 i el nombre mitjà de persones que vivien en cada família era de 2,88.
Per edats la població es repartia de la següent manera: un 22,9% tenia menys de 18 anys, un 5% entre 18 i 24, un 23,2% entre 25 i 44, un 22,2% de 45 a 60 i un 26,7% 65 anys o més.
L'edat mediana era de 44 anys. Per cada 100 dones de 18 o més anys hi havia 82,9 homes.
La renda mediana per habitatge era de 31.148 $ i la renda mediana per família de 37.639 $. Els homes tenien una renda mediana de 29.931 $ mentre que les dones 18.500 $. La renda per capita de la població era de 18.327 $. Entorn del 5,7% de les famílies i el 8,7% de la població estaven per davall del llindar de pobresa.

## Poblacions més properes
El següent diagrama mostra les poblacions més properes.